# Tomasz Tomczykiewicz
Tomasz Kazimierz Tomczykiewicz (ur. 2 marca 1961 w Pszczynie, zm. 28 listopada 2015 w Katowicach) – polski polityk i samorządowiec, w latach 1998–2001 burmistrz Pszczyny, poseł na Sejm IV, V, VI, VII i VIII kadencji, w latach 2010–2011 przewodniczący Klubu Parlamentarnego Platformy Obywatelskiej, w latach 2011–2015 sekretarz stanu w Ministerstwie Gospodarki.

## Życiorys
Syn Tadeusza i Teresy. Z wykształcenia magister inżynier budownictwa, w 1986 ukończył studia w zakresie budownictwa wodnego na Wydziale Inżynierii Sanitarnej i Wodnej Politechniki Krakowskiej. W 1993 ukończył studia podyplomowe w zakresie zarządzania w Szkole Głównej Handlowej w Warszawie.
W latach 1990–1998 był radnym rady miejskiej w Pszczynie oraz członkiem zarządu miasta. W 1997 bez powodzenia kandydował do Sejmu z listy Akcji Wyborczej Solidarność. W październiku 1998 został radnym sejmiku śląskiego, a w następnym miesiącu burmistrzem Pszczyny.
Działał w Unii Polityki Realnej, Stronnictwie Polityki Realnej, Stronnictwie Konserwatywno-Ludowym. Od 2001 działał w Platformie Obywatelskiej, w której od 24 czerwca 2006 do 8 października 2010 pełnił funkcję wiceprzewodniczącego. Był szefem struktur partii w województwie śląskim.
Od 2001 sprawował mandat poselski. Był posłem IV i V kadencji, a w wyborach parlamentarnych w 2007 po raz trzeci został posłem, otrzymując w okręgu bielskim 41 035 głosów. Został wiceprzewodniczącym komisji śledczej do zbadania okoliczności śmierci Barbary Blidy.
22 lipca 2010 został wybrany na przewodniczącego klubu parlamentarnego swojego ugrupowania, funkcję tę pełnił do końca VI kadencji Sejmu. W wyborach w 2011 kolejny raz uzyskał mandat poselski, kandydując tym razem w okręgu katowickim i otrzymując 57 323 głosy. 20 grudnia tego samego roku został powołany na stanowisko sekretarza stanu w Ministerstwie Gospodarki w rządzie Donalda Tuska. W czerwcu 2015 premier Ewa Kopacz przyjęła jego dymisję.
W wyborach parlamentarnych w 2015 z sukcesem ubiegał się o reelekcję, uzyskując 10 814 głosów.
Zmarł 28 listopada 2015 w wyniku choroby nerek, z którą zmagał się od lat. Był żonaty, miał dwoje dzieci (w tym syna Macieja Tomczykiewicza). 3 grudnia 2015 został pochowany na pszczyńskim cmentarzu św. Jadwigi Śląskiej.